# Sursky (huyện)
Huyện Sursky (tiếng Nga: ? райо́н) là một huyện hành chính tự quản (raion), của Tỉnh Ulyanovsk, Nga. Huyện có diện tích 1688 km², dân số thời điểm ngày 1 tháng 1 năm 2000 là 25900 người. Trung tâm của huyện đóng ở Surskoye.